# Principia Mathematica
Principia Mathematica è un'opera sui fondamenti logici della matematica scritta da Alfred North Whitehead e Bertrand Russell. L'opera è divisa in tre volumi pubblicati nel 1910, 1912, e 1913 dalla Cambridge University Press. Nel 1927 è apparsa una seconda edizione con una nuova Introduzione e una nuova Appendice C. Una versione ridotta è apparsa nel 1962 col titolo Principia Mathematica to *56.

## Descrizione
I Principia Mathematica rappresentano un importante tentativo di sistematizzazione delle basi della matematica partendo da un insieme definito di assiomi e di regole logiche. I Principia traggono origine dall'opera di un altro insigne logico, Gottlob Frege, che però si era arenata in alcune contraddizioni scoperte dallo stesso Russell, divenute celebri come paradossi di Russell. Le difficoltà che avevano portato Frege a dichiarare il proprio fallimento furono evitate nei Principia in virtù di una elaborata "teoria dei tipi".
Il concetto che sta alla base della teoria dei tipi è il seguente: un insieme appartiene ad un livello "più alto" del livello al quale appartengono i suoi elementi e nessuno può parlare dell'insieme di tutti gli insiemi o costruzioni analoghe (da affermazioni come queste originano i principali paradossi logici).
I Principia coprono solo la teoria degli insiemi, i numeri cardinali, ordinali e reali; rami più avanzati della matematica, come l'analisi, non sono trattati all'interno dell'opera; comunque i due autori, alla fine del terzo volume, lasciano intendere come essi siano convinti che tutti i rami della matematica possano essere trattati con il formalismo logico da loro adottato.
I Principia non risolvono però la questione di contraddizioni che possono essere derivate dagli assiomi adottati da Russell e Whitehead, né tantomeno se esistano verità matematiche che non possano essere provate o confutate nel sistema stesso. Le questioni sono state risolte dai teoremi di incompletezza formulati da Gödel nel 1931.

## Edizioni
L'Introduzione è stata tradotta in italiano da Paolo Parrini per i tipi de La Nuova Italia con il titolo Introduzione ai «Principia mathematica» (1977).